# Quy mô dài và ngắn
Quy mô dài và ngắn là hai trong số một vài hệ thống đặt tên cho lũy thừa của 10 sử dụng một số thuật ngữ giống nhau cho các cường độ khác nhau.
Một số ngôn ngữ, đặc biệt là ở Đông Á và Nam Á, có hệ thống đặt tên cho số lớn khác với cả hai quy mô dài và ngắn, chẳng hạn như chữ số Trung Quốc, Nhật Bản hoặc Hàn Quốc và hệ thống đánh số Ấn Độ.
Phần lớn phần còn lại của thế giới sử dụng quy mô ngắn hoặc quy mô dài cho các lũy thừa của 10. Các quốc gia sử dụng quy mô dài bao gồm hầu hết các quốc gia ở châu Âu lục địa và hầu hết các quốc gia nói tiếng Pháp, tiếng Đức, tiếng Tây Ban Nha và tiếng Bồ Đào Nha (ngoại trừ Brasil). Việc sử dụng quy mô ngắn được tìm thấy ở hầu hết các quốc gia nói tiếng Anh và tiếng Ả Rập.
Đối với các số nguyên nhỏ hơn 1.000.000.000 (109), ví dụ như một nghìn hoặc một triệu, hai quy mô giống hệt nhau. Đối với các số lớn hơn, bắt đầu bằng 109, hai hệ thống khác nhau. Đối với các tên giống hệt nhau, quy mô dài tiến hành theo lũy thừa của một triệu (mỗi số mới có giá trị lớn hơn một triệu lần so với số trước), trong khi quy mô ngắn tiến hành theo lũy thừa của một nghìn (mỗi số mới có giá trị lớn hơn một nghìn lần so với số trước). Ví dụ: trong quy mô ngắn, "one billion" có nghĩa là một nghìn triệu (one thousand millions, 1.000.000.000), trong khi ở quy mô dài, nó có nghĩa là một triệu triệu (one million millions, 1.000.000.000.000). Đối với các giá trị xen kẽ, hệ thống quy mô dài sử dụng các thuật ngữ bổ sung, thường thay thế hậu tố -ion cho -iard. Ví dụ: billion trong quy mô ngắn được gọi là milliard trong quy mô dài, quadrillion trong quy mô ngắn được gọi là billiard trong quy mô dài,...
Để tránh nhầm lẫn do sự tồn tại của hai thuật ngữ, Hệ đo lường quốc tế (SI) khuyến nghị sử dụng tiền tố SI để biểu thị các bậc độ lớn, được liên kết với các đại lượng vật lý.

## So sánh
Mối quan hệ giữa các giá trị số và tên tương ứng trong hai quy mô có thể được mô tả như sau:
| Giá trị trong positional notation         | Giá trị trong ký hiệu khoa học | Tiền tố SI | Tiền tố SI | Quy mô ngắn | Quy mô ngắn    | Quy mô dài           | Quy mô dài   | Quy mô dài         |
| Giá trị trong positional notation         | Giá trị trong ký hiệu khoa học | Tiền tố    | Biểu tượng | Tên         | Logic          | Tên                  | Tên thay thế | Logic              |
| ----------------------------------------- | ------------------------------ | ---------- | ---------- | ----------- | -------------- | -------------------- | ------------ | ------------------ |
| 1                                         | 100                            |            |            | one         |                | one                  |              |                    |
| 10                                        | 101                            | deca       | da         | ten         |                | ten                  |              |                    |
| 100                                       | 102                            | hecto      | h          | hundred     |                | hundred              |              |                    |
| 1,000                                     | 103                            | kilo       | k          | thousand    |                | thousand             |              |                    |
| 1,000,000                                 | 106                            | mega       | M          | million     | 1,000 × 1,0001 | million              |              | 1,000,0001         |
| 1,000,000,000                             | 109                            | giga       | G          | billion     | 1,000 × 1,0002 | thousand million     | milliard     | 1,000 × 1,000,0001 |
| 1,000,000,000,000                         | 1012                           | tera       | T          | trillion    | 1,000 × 1,0003 | billion              |              | 1,000,0002         |
| 1,000,000,000,000,000                     | 1015                           | peta       | P          | quadrillion | 1,000 × 1,0004 | thousand billion     | billiard     | 1,000 × 1,000,0002 |
| 1,000,000,000,000,000,000                 | 1018                           | exa        | E          | quintillion | 1,000 × 1,0005 | trillion             |              | 1,000,0003         |
| 1,000,000,000,000,000,000,000             | 1021                           | zetta      | Z          | sextillion  | 1,000 × 1,0006 | thousand trillion    | trilliard    | 1,000 × 1,000,0003 |
| 1,000,000,000,000,000,000,000,000         | 1024                           | yotta      | Y          | septillion  | 1,000 × 1,0007 | quadrillion          |              | 1,000,0004         |
| 1,000,000,000,000,000,000,000,000,000     | 1027                           | ronna      | R          | octillion   | 1,000 × 1,0008 | thousand quadrillion | quadrilliard | 1,000 × 1,000,0004 |
| 1,000,000,000,000,000,000,000,000,000,000 | 1030                           | quetta     | Q          | nonillion   | 1,000 × 1,0009 | quintillion          |              | 1,000,0005         |

Mối quan hệ giữa tên và các giá trị số tương ứng trong hai quy mô có thể được mô tả như sau:
| Tên         | Quy mô ngắn                                  | Quy mô ngắn                                  | Quy mô ngắn                                  | Quy mô ngắn                                  | Quy mô dài                                       | Quy mô dài                                       | Quy mô dài                                       | Quy mô dài                                       |
| Tên         | Giá trị trong ký hiệu khoa học               | Tiền tố SI                                   | Tiền tố SI                                   | Logic                                        | Giá trị trong ký hiệu khoa học                   | Tiền tố SI                                       | Tiền tố SI                                       | Logic                                            |
| Tên         | Giá trị trong ký hiệu khoa học               | Tiền tố                                      | Biểu tượng                                   | Logic                                        | Giá trị trong ký hiệu khoa học                   | Tiền tố                                          | Biểu tượng                                       | Logic                                            |
| ----------- | -------------------------------------------- | -------------------------------------------- | -------------------------------------------- | -------------------------------------------- | ------------------------------------------------ | ------------------------------------------------ | ------------------------------------------------ | ------------------------------------------------ |
| million     | 106                                          | mega                                         | M                                            | 1,000 × 1,0001                               | 106                                              | mega                                             | M                                                | 1,000,0001                                       |
| billion     | 109                                          | giga                                         | G                                            | 1,000 × 1,0002                               | 1012                                             | tera                                             | T                                                | 1,000,0002                                       |
| trillion    | 1012                                         | tera                                         | T                                            | 1,000 × 1,0003                               | 1018                                             | exa                                              | E                                                | 1,000,0003                                       |
| quadrillion | 1015                                         | peta                                         | P                                            | 1,000 × 1,0004                               | 1024                                             | yotta                                            | Y                                                | 1,000,0004                                       |
| quintillion | 1018                                         | exa                                          | E                                            | 1,000 × 1,0005                               | 1030                                             | quetta                                           | Q                                                | 1,000,0005                                       |
| v.v.        | Đối với bậc độ lớn tiếp theo, nhân với 1.000 | Đối với bậc độ lớn tiếp theo, nhân với 1.000 | Đối với bậc độ lớn tiếp theo, nhân với 1.000 | Đối với bậc độ lớn tiếp theo, nhân với 1.000 | Đối với bậc độ lớn tiếp theo, nhân với 1,000,000 | Đối với bậc độ lớn tiếp theo, nhân với 1,000,000 | Đối với bậc độ lớn tiếp theo, nhân với 1,000,000 | Đối với bậc độ lớn tiếp theo, nhân với 1,000,000 |